# Ейхорнія

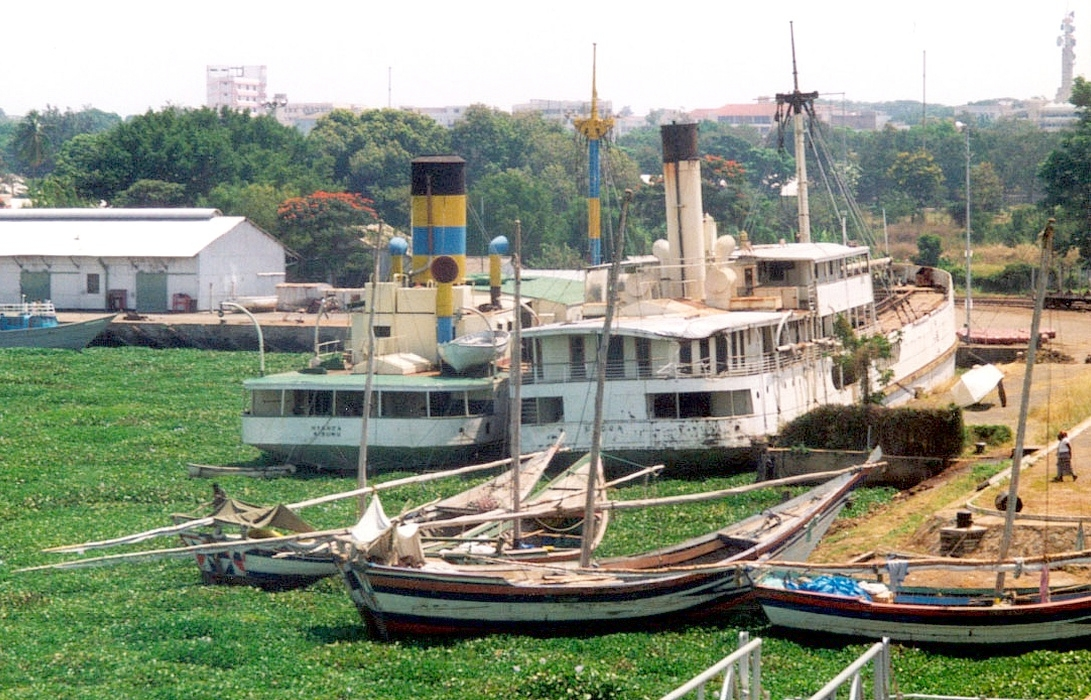
Водяний гіацинт в Кісумському порту (Кенія)

Ейхо́рнія, або водяни́й гіаци́нт (Eichhornia) — рід тропічних багаторічних трав'янистих земноводних квіткових рослин родини понтедерієвих. Рослини роду використовують в акваріумістиці.

## Опис
Рослини виду ростуть у тропічних і субтропічних зонах Південної Америки, ейхорнія плаваюча походить з Африки.
Листова пластина округлої форми, глянцева і щільна, з злегка увігнутими, іноді хвилеподібними краями, діаметром 10-20 см. Кореневище розвинене, з довгими тонкими коренями. Квітконіжка сягає у висоту до 1 м і несе на вершині 8-12 і більше квіток.
Водяний гіацинт досить швидко росте й може утворювати зарості, що перешкоджають річковому судноплавству, через що дістав назву «зелена чума».

## Види
- Eichhornia azurea
- Eichhornia crassipes
- Eichhornia diversifolia
- Eichhornia heterosperma
- Eichhornia natans
- Eichhornia paniculata
- Eichhornia paradoxa

## В акваріумістиці
Полюбляє яскраве освітлення, у висоту може сягати до 40 см. Має добре виражений сезонний характер росту.